# Asadipus insolens
Asadipus insolens is een spinnensoort uit de familie Lamponidae. De soort komt voor in Queensland.